# 태인 고현동 향약
태인고현동향약(泰仁古縣洞鄕約)은 대한민국 전북특별자치도 정읍시 에 있는 조선시대의 필사본이다. 1993년 11월 5일 대한민국의 보물 제1181호로 지정되었다.

## 개요
향약은 착한 것을 권장하고 악한 것을 경계하며 어렵고 구차한 때에 서로 돕고 구하기를 목적으로 하여 마련된 향촌의 자치규약이다. 이 문헌은 임진왜란을 전후한 선조년간에 시작하여 1977년 최근에 이르기까지 약 400여년 동안 전라도 태인현 고현동에서 결성하고, 시행한 향약에 관한 자료이다.
원본을 보고 옮겨쓴 것으로 총 29책인데, 명칭은 다소 다르기는 하나 내용이 향약자료로 분류되는 문헌이 24책이며, 나머지 5책은 향약 관련자료들이다. 책의 형태와 체제는 각각 약간씩 다른데 머리말과 맺음말 그리고 좌목(座目:자리의 차례를 적은 목록)과 규약 등이 갖추어진 책도 있고, 단순히 좌목만 있는 책도 있다. 이 향약은 정극인(1401∼1481)의 『향음서』를 기준으로 하며, 성종 6년(1475)이 그 시행시초가 된다. 이 향약안들은 그 중간중간 빠진 본들이 많으며, 또한 구한말 이후의 것도 6책이나 포함되어 있다.
현재 이 문헌은 영광 정씨, 여산 송씨, 경주 정씨, 청도 김씨, 도강 김씨 등 최초 회원 오대문중의 자손들이 돌아가며 총무격인 유사를 뽑아 보존· 관리하고 있다. 현존하는 향약 문헌으로 양적으로나, 내용면에 있어 가장 많고 충실하며 향약 연구에 귀중한 자료이다.

## 같이 보기
- 향약

## 참고 자료
- 태인 고현동 향약 - 국가유산청 국가유산포털